# Théâtre de société
Le théâtre de société est une forme spécifique du théâtre amateur. Il est pratiqué dans les demeures privées de personnes fortunées, ce divertissement contribuant à affirmer leur rang social. Ce type de représentations, jouées par et pour des proches du maître des lieux, se sont développées surtout dans la première du XVIIIe siècle en France, puis a connu un grand succès parmi l'ensemble de la noblesse européenne dans la seconde moitié du siècle.

## France
Au XVIIIe siècle, Marie-Anne Carrelet de Marron, baronne de Meillonnas, est réputée pour ses pièces.

## Suisse romande
Cette forme de spectacle a été encouragée en Suisse romande par la présence de Voltaire, installé non loin de Genève dès le milieu des années 1750 (Délices, Tournay, Ferney), et par celle de Germaine de Staël au début du XIXe siècle à Genève et au château de Coppet. Ce divertissement, doté souvent de moyens relativement modestes en Suisse romande, a parfois bénéficié de costumes et décors particulièrement soignés. Ainsi, ceux réalisés à Lyon par le peintre Joseph Audibert (1777) pour le château d'Hauteville.

## Recueil de comédies
Le Théâtre de société est le recueil des comédies de Charles Collé (1709-1783) publié en 1768 (2 vol.). La carrière de l’auteur marquait alors le pas en raison de l’influence grandissante de Charlotte de Montesson sur son protecteur, le duc d’Orléans. Collé avait donc voulu, par ce recueil, montrer au public ses pièces les plus élaborées, afin de prouver qu’il était capable de composer autre chose que des parades, genre dans lequel il s'était rendu célèbre.
« Ces volumes, observe Jacques Truchet, […] sont composés de pièces de tons très divers, allant parfois jusqu’au grave, et les plus égrillardes même sont d’une tenue littéraire et souvent d’une qualité psychologique qui n’ont rien à voir avec le genre illustré par Gueullette, et par Collé lui-même lors de ses débuts dramatiques ; elles sont l’œuvre d’un écrivain attentif dont les scrupules et le goût sont attestés par l’épigraphe du livre et par ses avertissements. »
Toutes ces pièces ont en commun d’avoir été écrites pour pouvoir être jouées dans des théâtres de salon par des comédiens amateurs, ce qui explique les nombreuses indications de l’auteur sur la manière de les interpréter. Ce fil conducteur donne son unité au recueil qui comprend notamment :
- Le Galant Escroc, 1755
- La Partie de chasse de Henri IV, 1762
- La Vérité dans le vin
- La Tête à perruque…